# Serie B 2019-2020 (hockey in-line)
La Serie B 2019-2020 è stata la 22ª edizione del campionato italiano di secondo livello di hockey in-line. Il torneo ha avuto inizio il 3 novembre 2019.
L'emergenza sanitaria dovuta alla pandemia di COVID-19 determinò l'annullamento della manifestazione e il torneo non fu assegnato.

## Squadre partecipanti
- Castelli Romani
- CVS Civitavecchia
- Edera Trieste
- Fox Legnaro
- Invicta Modena

- Libertas Forlì
- Mammuth Roma
- Old Style Torre Pellice
- Tergeste Tigers

## Stagione regolare

### Classifica finale
|  | Pos. | Squadra                 | Pt | G  | V | VR | PR | P  | GF | GS | DR  |
|  | ---- | ----------------------- | -- | -- | - | -- | -- | -- | -- | -- | --- |
|  | 1.   | Edera Trieste           | 30 | 11 | 9 | 1  | 1  | 0  | 98 | 41 | +57 |
|  | 2.   | CVS Civitavecchia       | 25 | 11 | 6 | 3  | 1  | 1  | 71 | 41 | +30 |
|  | 3.   | Tergeste Tigers         | 24 | 12 | 7 | 0  | 3  | 2  | 86 | 49 | +37 |
|  | 4.   | Fox Legnaro             | 22 | 11 | 6 | 1  | 2  | 2  | 66 | 61 | +5  |
|  | 5.   | Old Style Torre Pellice | 21 | 12 | 5 | 3  | 0  | 4  | 59 | 42 | +17 |
|  | 6.   | Libertas Forlì          | 12 | 12 | 2 | 2  | 2  | 6  | 45 | 61 | -16 |
|  | 7.   | Castelli Romani         | 12 | 14 | 4 | 0  | 0  | 10 | 49 | 79 | -30 |
|  | 8.   | Invicta Modena          | 5  | 10 | 1 | 0  | 2  | 7  | 28 | 55 | -27 |
|  | 9.   | Mammuth Roma            | 5  | 11 | 1 | 1  | 0  | 9  | 20 | 93 | -73 |

Legenda:
  Squadra ammessa ai play-off promozione.
      Promosso in Serie A 2020-2021.
      Retrocesse in Serie C 2020-2021.
Note:
Tre punti a vittoria, due per la vittoria ai tempi supplementari/tiri di rigore, uno per la sconfitta ai tempi supplementari/tiri di rigore, zero a sconfitta.
In caso di arrivo di due o più squadre a pari punti, la graduatoria finale è stilata secondo la classifica avulsa tra le squadre interessate che prevede, in ordine, i seguenti criteri:
- punti negli scontri diretti;
- differenza reti negli scontri diretti;
- differenza reti generale;
- reti realizzate in generale;
- sorteggio.